# Махір Шукуров
Махір Агатейюб огли Шукуров (азерб. Mahir Ağateyyub oğlu Şükürov; нар. 12 грудня 1982, Сумгаїт, Азербайджанська РСР) — азербайджанський футболіст, захисник, виступав за збірну Азербайджану.

## Клубна кар'єра
Футбольну кар'єру розпочав 2003 року в команді рідного міста «Гянджлабірлії» (Сумгаїт). У 2004 році перейшов до «Шафа» (Баку), а згодом — у турецький «Антальяспор». У новій команді зіграв у поєдинку першого туру проти «Каршияки», після чого за «Антальяспор» не грав. У грудні 2004 року домовився про розірвання контракту за згодою сторін й повернувся на батьківщину. Підписав контракт з «Карваном», де став гравцем основного складу й допоміг команді клубу виграти бронзові нагороди Прем'єр-ліги 2004/05, а наступного сезону — срібні нагороди.
Завдяки вдалій грі в «Карвані» влітку 2006 року прийняв запрошення від бакинського «Нефтчі». У команді відіграв один сезон, після чого перейшов до іншого столичного клубу, «Інтера». У складі бакинського клубу виступав до зимової перерви, після чого перебрався в «Хазар-Ланкаран». Разом з командою виграв кубок Азербайджану. Незважаючи на це в «Хазарі» не затримався й новий сезон розпочав у бакинському «Олімпіку».
У сезоні 2009/10 років повернувся до «Інтера» (Баку). На відміну від попереднього періоду в клубі, швидко став основним гравцем й допоміг «Інтеру» стати чемпіоном країни.

### «Анжи» (Махачкала)
8 січня 2010 року, після успішної кваліфікації чемпіонату світу 2010 та кампанії Ліги Європи, Шукуров підписав 3-річний контракт «Анжи» (Махачкала), а росіяни заплатили за футболіста 200 000 євро. Дебют Махіра за нову команду припав на нічийний (0:0) поєдинок російської Прем'єр-ліги 2010 року проти московського «Спартака».

### Повернення в Азербайджан
Після сезону, проведеного в «Анжи», повернувся до Азербайджану та підписав контракт з «Габалою». Але вже через сезон перебрався в «Нефтчі». У сезоні 2012/13 років разом з командою став переможцем чемпіонату та володарем кубку Азербайджану. Таким чином, Шукуров вперше в кар'єрі оформив «золотий дубль». Наступного сезону «Габала» не змогла захистити чемпіонський титул, але знову виграла кубок Азербайджану.

### «Каршияка»
У червні 2014 року підписав 1 річний контракт (з можливістю продовження ще на один рік) з клубом Першої ліги проти «Каршияки».
У лютому 2016 року, перебуваючи без клубу з моменту відходу з «Каршияки» влітку 2015 року, оголосив про завершення кар'єри.

### «Інтер» (Баку)
У жовтні 2016 року відновив футбольну кар'єру, підписавши контракт з «Нефтчі» (Баку) до завершення сезону 2016/17 років.

## Кар'єра в збірній
У футболці національної збірної Азербайджану дебютував 8 вересня 2004 року в поєдинку кваліфікації чемпіонату світу 2006 року проти Австрії. 9 квітня 2011 року тимчасово відмовився грати за збірну. Дебютним голом за національну команду відзначився 6 вересня 2011 року в поєдинку проти Казахстану. Махір відзначився голом на 62-й хвилині, реалізувавши пенальті.
11 жовтня 2011 року після матчу з Туреччиною в крові Шукюрова виявили допінг.

## Статистика виступів

### У збірній

#### По роках
| Азербайджан | Азербайджан | Азербайджан |
| Рік         | Матчі       | Голи        |
| ----------- | ----------- | ----------- |
| 2004        | 11          | 0           |
| 2005        | 9           | 0           |
| 2006        | 0           | 0           |
| 2007        | 1           | 0           |
| 2008        | 7           | 0           |
| 2009        | 12          | 0           |
| 2010        | 9           | 0           |
| 2011        | 6           | 1           |
| 2012        | 7           | 2           |
| 2013        | 9           | 1           |
| 2014        | 5           | 0           |
| Загалом     | 76          | 4           |

#### Голи за збірну
| #  | Дата           | Місце                                      | Суперник          | Рахунок | Результат | Змагання                            |
| -- | -------------- | ------------------------------------------ | ----------------- | ------- | --------- | ----------------------------------- |
| 1. | 6 вересня 2011 | РС ім. Тофіка Бахрамова, Баку, Азербайджан | Казахстан         | 2–1     | 3–2       | кваліфікація чемпіонату Європи 2012 |
| 2. | 24 лютого 2012 | Зе Севенс, Дубай, ОАЕ                      | Сінгапур          | 2–0     | 2–2       | Товариський матч                    |
| 3. | 27 лютого 2012 | Зе Севенс, Дубай, ОАЕ                      | Індія             | 1–0     | 3–0       | Товариський матч                    |
| 4. | 11 жовтня 2013 | Баксель Арена, Баку, Азербайджан           | Північна Ірландія | 2–0     | 2–0       | кваліфікація чемпіонату світу 2014  |

## Досягнення
- Прем'єр-ліга Азербайджану
  -  Чемпіон (1): 2012/13
  -  Срібний призер (3): 2005/06, 2006/07, 2007/08
  -  Бронзовий призер (1): 2004/05

- Кубок Азербайджану
  -  Володар (3): 2006/07, 2007/08, 2012/13

- Суперкубок Азербайджану
  -  Фіналіст (1): 2013

- Birlik Kuboku
  -  Володар (1): 2008